# 迦陵頻伽 (アルバム)
| 専門評論家によるレビュー | 専門評論家によるレビュー |
| レビュー・スコア         | レビュー・スコア         |
| 出典                     | 評価                     |
| ------------------------ | ------------------------ |
| オールミュージック       | [ 2 ]                    |

『迦陵頻伽』（かりょうびんが）は、陰陽座の13枚目のオリジナルアルバム。2016年11月30日にキングレコードから発売される。

## 概要
前作『風神界逅』『雷神創世』から約2年ぶりのリリースとなる。
構想としては、10枚目のアルバム『鬼子母神』製作の頃からあり、瞬火が「17年間の活動の中、ずっと卵の中に居た『黒猫』という名の迦陵頻伽が孵化する作品」と豪語する作品。
瞬火が全楽曲の作詞・作曲を担当。
サポートには前作に引き続き、ドラムスに土橋誠、キーボードに阿部雅弘を招いている。
ちなみに迦陵頻伽とは上半身が人で、下半身が鳥の仏教における想像上の生物。

## 収録曲
1. 迦陵頻伽（かりょうびんが）[6:01]
  - 迦陵頻伽が孵化し、地上へと降り立つ情景を描いている。アルバムタイトルがそのまま曲名になっている曲は、陰陽座史上初。
2. 鸞（らん）[4:04]
  - 鳳凰と対を為す伝説の生き物「鸞」をテーマとしている。製作の際は、「『鳳翼天翔』と並ぶ曲」という点を意識したという。
3. 熾天の隻翼（してんのせきよく）[3:45]
  - 「不倶戴天」「天獄の厳霊」の完結編ともいえる作品。陰陽座史上初となる、全弦一音半ダウンチューニングで演奏されている。
4. 刃（やいば）[4:19]
  - 歌詞のみのPVが製作されている。
5. 廿弐匹目は毒蝮（にじゅうにひきめはどくはみ）[4:00]
6. 御前の瞳に羞いの砂（おまえのひとみにはじらいのすな）[4:15]
  - 砂かけ婆の伝承を、瞬火が独自の解釈を以て表現したナンバー。
7. 轆轤首（ろくろくび）[4:50]
  - 「飛頭蛮」の直後の後日談であり、アンサーソングという位置付け。曲の冒頭と終盤に「飛頭蛮」のメロディが採用されている。
8. 氷牙忍法帖（ひょうがにんぽうちょう）[4:02]
9. 人魚の檻（にんぎょのおり）[7:06]
10. 素戔嗚（すさのお）[5:24]
  - 7弦ギターを新たに取り入れている。
11. 絡新婦（じょろうぐも）[4:33]
12. 愛する者よ、死に候え（あいするものよ、しにそうらえ）[4:41]
  - SLOT「バジリスク ～甲賀忍法帖～Ⅲ」テーマソング。
  - 『甲賀忍法帖』と対になる曲として制作された。『甲賀忍法帖』が『バジリスク 〜甲賀忍法帖〜』に登場するヒロイン・朧の視点で描かれたのに対し、こちらは主人公の甲賀弦之介の視点で描かれている。
  - 「素戔嗚」と同じく、7弦ギターを取り入れている。
  - アルバム発売に先駆け、MVが配信されている。内容の一部に、『甲賀忍法帖』のMVの映像が流用されている。
13. 風人を憐れむ歌（ふうじんをあわれむうた）[4:48]